# Marche-en-Famenne
Marche-en-Famenne város Belgiumban, a vallon régió Luxembourg tartományában található, Marche-en-Famenne járás székhelye. A városnak 2008. január 1-jén 17 134 lakosa volt, területe 121,4 km². A várost a Famenne tájegység fővárosának is hívják.